# Alpiq Anlagentechnik
Alpiq Anlagentechnik GmbH (AAT), vormals GAH Anlagentechnik Heidelberg, ist ein Teilkonzern des Schweizer Energieversorgungsunternehmens Alpiq und gehört zu Europas größten Dienstleistern in den Bereichen Energieerzeugung, -übertragung und -verteilung sowie in der Netz- und Anlagentechnik.
In dem Konzern sind mehr als 20 Beteiligungsgesellschaften unter der Marke Energie- und Kraftanlagen zusammengefasst. In ca. 150 Niederlassungen und Büros erbringen über 4.500 Mitarbeiter bundesweit und im benachbarten Ausland Leistungen für Energieversorger, Stadtwerke, Kommunikationsnetzbetreiber, Verkehrsunternehmen und Industrie.

## Geschichte
1916 erfolgte die Gründung der Gesellschaft für elektrische Anlagen (GA). Die AGIV hält bis 1992 ca. 70 % der GA und führt diese mit der 1922 gegründeten Kraftanlagen AG (KA), an der die AGIV ca. 65 % hielt, im Jahr 1996 zu der GAH Gruppe zusammen und veräußert ihren Anteil 1998 an die DBAG im Rahmen eines Management-Buy-outs; im Anschluss kam es zu der Übernahme der verbleibenden freien Aktionäre und zu einem Delisting, so dass die Anteile nicht mehr an der Börse gehandelt wurden. Im Jahr 2000 übernimmt die damalige Atel Holding (aus der zwischenzeitlich Alpiq hervorgegangen ist) 100 % der Anteile an der GAH. 2009 erfolgt die Umfirmierung in Alpiq Anlagentechnik.

## Aktivitäten
Die Aktivitäten des AAT-Konzerns waren bis April 2007 in zwei Geschäftsfelder gegliedert:
- Energieerzeugungs- und Anlagentechnik (EAT), in dem die Gesellschaften der Kraftanlagen München Gruppe, Kraftanlagen Heidelberg Gruppe, Kraftanlagen Hamburg GmbH und Kraftszer Kft., Budapest/Ungarn, ihre Leistungen in den Bereichen Energieerzeugungs-, Umwelt-, Versorgungs- und industrielle Anlagentechnik anbieten.
- Energieversorgungstechnik (EVT), mit den Gesellschaften in der Energieversorgungs- und Netztechnik (Verkehrs- und Telekommunikationsnetze) – der GA Hochspannung Leitungsbau Gruppe, den regional tätigen Gesellschaften der GA Energieanlagenbau Süd Gruppe, der GA Energieanlagenbau Nord GmbH, der Elektro Stiller GmbH, der Frankenluk Energieanlagenbau GmbH und der GA Netztechnik GmbH.

Am 27. April 2012 gab Alpiq den Verkauf des Bereichs Energieversorgungstechnik an den französischen Vinci-Konzern zu einem Wert von EUR 240 Millionen bekannt. Die Energieversorgungstechnik erwirtschaftete 2011 mit rund 3000 Mitarbeitenden einen Umsatz von EUR 512 Millionen und einen EBITDA von EUR 37 Millionen (vor Konsolidierung und Transaktionsanpassungen). Gleichzeitig hat Alpiq entschieden, das zweite Geschäftsfeld der AAT Gruppe, die Energieerzeugungs- und Anlagentechnik (EAT), als Teil der Alpiq Gruppe weiterzuführen. Das auf die Planung, den Bau, die Instandhaltung und den Rückbau von Industrie- und Kraftwerksanlagen spezialisierten Restunternehmen erwirtschaftete 2011 mit rund 2000 Mitarbeitenden einen Umsatz in Höhe von EUR 559 Millionen und einen EBITDA von EUR 40 Millionen (vor Konsolidierung).